# Об'єкт першого класу
Об'єкт першого класу (також англ. First-class citizen, громадянин першого класу) — сутність, яка може бути побудована в рантаймі (під час виконання програми), передаватись як параметр, повертатись з підпрограми, або присвоюватись змінній. Цей термін придумав Крістофер Стречі в контексті «функції як громадяни першого сорту» в середині 1960-х років.

## Визначення
Об'єкти є об'єктами першого класу коли:
- можуть бути збережені в змінних і структурах даних
- можуть бути передані як параметр у підпрограму
- можуть бути повернуті в результаті роботи підпрограми
- можуть бути побудовані під час виконання
- мають внутрішню ідентичність (незалежно від імені)

## Приклади
Слово об'єкт вживається тут не в сенсі ООП. Так, наприклад, скалярні об'єкти такі як цілі та числа з плаваючою крапкою майже в усіх мовах є об'єктами першого класу.
В С та С++ функція не є об'єктом першого класу, тому що не може бути створена під час виконання програми.

## Об'єкти другого та третього класу
Рафаель Фінкель пропонує визначення об'єктів другого та третього класу. Але його визначення об'єкта першого класу суперечить визначенням інших авторів: він не вимагає можливості створення під час виконання програми
| Дія                            | Перший | Другий | Третій |
| ------------------------------ | ------ | ------ | ------ |
| Передати значення як параметр  | Так    | Так    | Ні     |
| Повернути значення з процедури | Так    | Ні     | Ні     |
| Присвоїти значення змінній     | Так    | Ні     | Ні     |